# Goya/Beste Kostüme

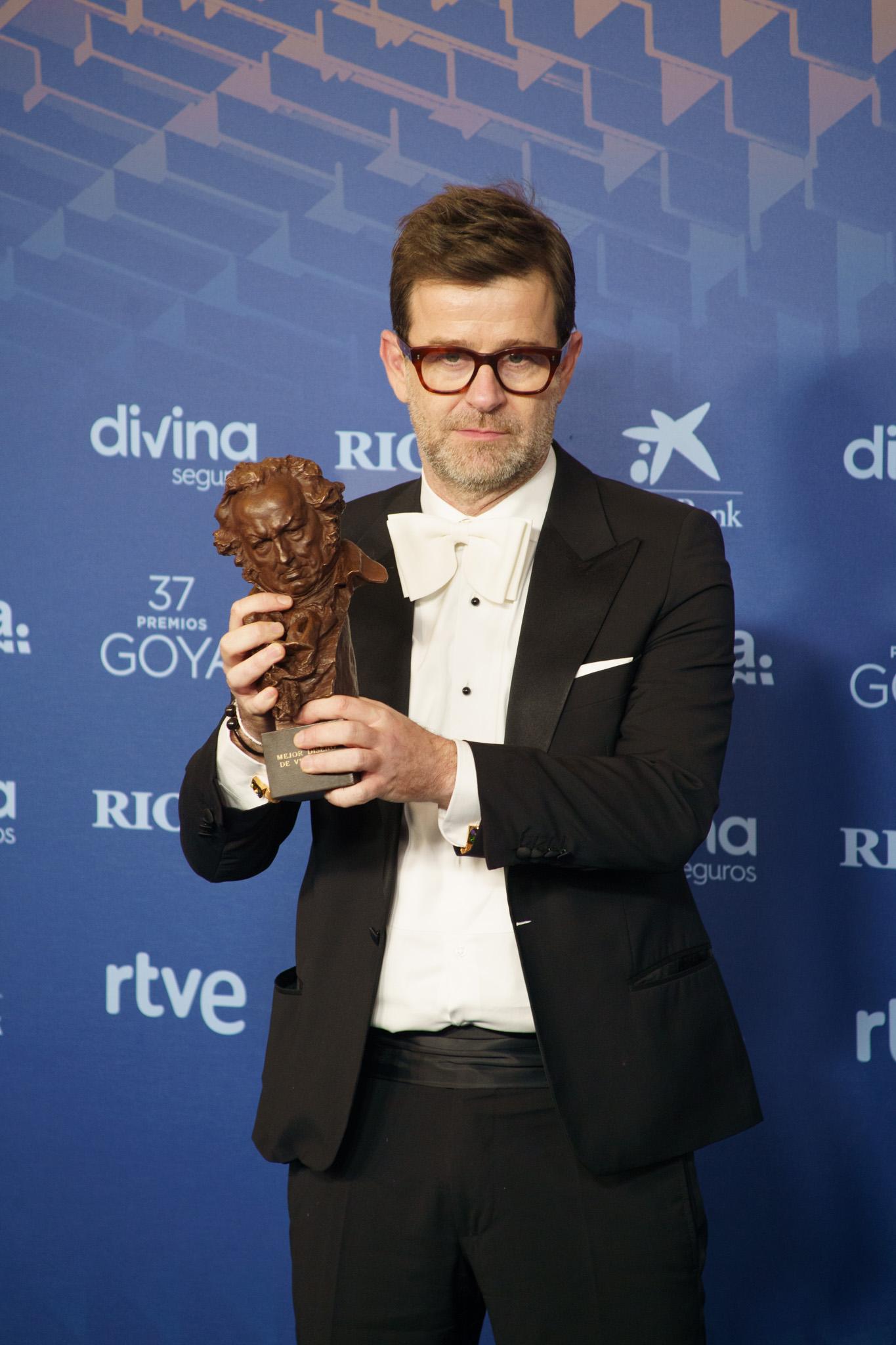
Fernando García, der Preisträger von 2015 und 2023

Gewinner und Nominierte für den spanischen Filmpreis Goya in der Kategorie Beste Kostüme (Mejor diseño de vestuario) seit der ersten Verleihung im Jahr 1987. Ausgezeichnet werden die besten Kostümbildner einheimischer Filmproduktionen (auch spanische Koproduktionen) des jeweils vergangenen Jahres.
Die in Spanien lebende deutsche Kostümbildnerin Bina Daigeler war bisher fünfmal nominiert (2000 für Alles über meine Mutter, 2005 für Inconscientes, 2006 für Princesas, 2007 für Volver – Zurückkehren und 2025 für The Room Next Door).
| Statistik                          | Name               | Anzahl | Jahr                                                                 |
| ---------------------------------- | ------------------ | ------ | -------------------------------------------------------------------- |
| Häufigste Auszeichnungen           | Javier Artiñano    | 5      | 1988, 1992, 1993, 2001, 2002                                         |
| Häufigste Auszeichnungen           | Yvonne Blake       | 4      | 1989, 1995, 2004, 2005                                               |
| Häufigste Auszeichnungen           | Clara Bilbao       | 3      | 2012, 2016, 2019                                                     |
| Häufigste Auszeichnungen           | Lala Huete         | 3      | 1999, 2003, 2009                                                     |
| Häufigste Nominierungen (* = Sieg) | Javier Artiñano    | 11     | 1987, 1988* (2×), 1989, 1992*, 1993*, 1997, 1999, 2001*, 2002*, 2009 |
| Häufigste Nominierungen (* = Sieg) | Sonia Grande       | 11     | 1997, 1999*, 2000, 2002, 2005, 2006, 2008, 2009, 2010, 2011, 2020*   |
| Häufigste Nominierungen (* = Sieg) | Lala Huete         | 9      | 1993, 1999*, 2003*, 2009*, 2010, 2013, 2014, 2017, 2024              |
| Häufigste Nominierungen ohne Sieg  | Cristina Rodríguez | 7      | 2010, 2014, 2015, 2017 (2×), 2021, 2023                              |

Die unten aufgeführten Filme werden mit ihrem deutschen Verleihtitel (sofern vorhanden) angegeben, danach folgt in Klammern in kursiver Schrift der spanische Originaltitel.

## 1980er Jahre
1987
Gerardo Vera – Liebeszauber (El amor brujo)
- Javier Artiñano – Dragon Rapide
- Gerardo Vera – Die Hälfte des Himmels (La mitad del cielo)

1988
Javier Artiñano – El bosque animado
- Javier Artiñano – A los cuatro vientos
- Pepe Rubico – Bernarda Albas Haus (La casa de Bernarda Alba)

1989
Yvonne Blake – Remando al viento
- Javier Artiñano – Jarrapellejos
- José María Cossío – Frauen am Rande des Nervenzusammenbruchs (Mujeres al borde de un ataque de nervios)
- Terry Pritchard und Maritza González – El Dorado – Gier nach Gold (El Dorado)
- Gerardo Vera – Berlin Blues (Berlín Blues)

## 1990er Jahre
1990
Montse Amenos und Isidro Prunes – El niño de la luna
- Ana Alvargonzález – La noche oscura
- Marcelo Grande – Si te dicen que caí
- Alfonso López Barajas – Montoyas y tarantos
- José María García Montes und María Luisa Zabala – Die Dinge der Liebe (Las cosas del querer)

1991
Mercedes Sánchez und Rafael Palmero – Ay Carmela! – Lied der Freiheit (¡Ay, Carmela!)
- José María Cossío – Fessle mich! (¡Átame!)
- José María García Montes, María Luisa Zabala und Lina Montero – Yo soy ésa

1992
Javier Artiñano – Der verblüffte König (El rey pasmado)
- Yvonne Blake – Don Juan en los infiernos
- José María Cossío – High Heels (Tacones lejanos)

1993
Javier Artiñano – The Fencing Master (El maestro de esgrima)
- Yvonne Blake – La reina anónima
- Lala Huete – Belle Epoque (Belle epoque)

1994
Andrea D’Odorico – Tirano Banderas
- Gumersindo Andrés – Madre Gilda (Madregilda)
- José María De Cossío – Kika

1995
Yvonne Blake – Canción de cuna
- Nereida Bonmatí – Im Sog der Leidenschaft (La pasión turca)
- Helena Sanchís – Deine Zeit läuft ab, Killer (Días contados)

1996
Pabo Gago – La leyenda de Balthasar el Castrado
- María José Iglesias – La ley de la frontera
- Estíbaliz Markiegi – El día de la bestia

1997
Pedro Moreno – El perro del hortelano
- Javier Artiñano – Libertarias
- Sonia Grande und Gerardo Vera – La celestina

1998
Franca Squarciapino – Das Zimmermädchen der Titanic (La camarera del Titanic)
- María Estela Fernández und Glenn Ralston – Perdita Durango
- León Revuelta – Lorca – Mord an der Freiheit (Muerte en Granada)

1999
Lala Huete und Sonia Grande – Das Mädchen deiner Träume (La niña de tus ojos)
- Gumersindo Andrés – El abuelo
- Javier Artiñano – La hora de los valientes
- Mercè Paloma – A los que aman

## 2000er Jahre
2000
Pedro Moreno – Goya (Goya en Burdeos)
- Bina Daigeler und José María De Cossío – Alles über meine Mutter (Todo sobre mi madre)
- Sonia Grande – La lengua de las mariposas
- Franca Squarciapino – Volavérunt

2001
Javier Artiñano – Lázaro de Tormes
- Gumersindo Andrés – You’re the One (una historia de entonces)
- Paco Delgado – Allein unter Nachbarn – La comunidad (La comunidad)
- Pedro Moreno – Besos para todos

2002
Javier Artiñano – Juana la Loca
- Sonia Grande – The Others
- Alberto Luna – Desafinado
- José Vico – The Devil’s Backbone (El espinazo del Diablo)

2003
Lala Huete – El embrujo de Shanghai
- Gumersindo Andrés – Historia de un beso
- Anna Anni, Karl Lagerfeld, Alessandro Lai und Alberto Spiazzi – Callas Forever
- Lena Mossum – El viaje de Carol

2004
Yvonne Blake – Carmen
- Nereida Bonmatí – Das Novembermanifest (Noviembre)
- Tatiana Hernández – Clever & Smart (La gran aventura de Mortadelo y Filemón)
- Lourdes de Orduña und Montse Sancho – Hotel Danubio

2005
Yvonne Blake – Die Brücke von San Luis Rey (The Bridge of San Luis Rey)
- Bina Daigeler – Inconscientes
- Sonia Grande – La puta y la ballena
- Lourdes de Orduña – Tiovivo c. 1950

2006
María José Iglesias – Camarón – Als Flamenco Legende wurde (Camarón)
- Bina Daigeler – Princesas
- Sonia Grande – Hormigas en la boca
- Janty Yates – Königreich der Himmel (Kingdom of Heaven)

2007
Francesca Sartori – Alatriste
- Yvonne Blake – Goyas Geister (Goya’s Ghosts)
- Luciano Capocci – Die Borgias (Los Borgia)
- Bina Daigeler – Volver – Zurückkehren (Volver)

2008
Lena Mossum – Las 13 rosas
- Sonia Grande – Lola, la película
- Lourdes de Orduña – Luz de domingo
- María Reyes – Das Waisenhaus (El orfanato)

2009
Lala Huete – El Greco
- Javier Artiñano – La conjura de El Escorial
- Sonia Grande – Los girasoles ciegos
- Lourdes de Orduña – Sangre de mayo

## 2010er Jahre
2010
Gabriella Pescucci – Agora – Die Säulen des Himmels (Agora)
- Sonia Grande – Zerrissene Umarmungen (Los abrazos rotos)
- Lala Huete – El baile de la Victoria
- Cristina Rodríguez – El cónsul de Sodoma

2011
Tatiana Hernández – The Outlaw – Krieger aus Leidenschaft (Lope)
- Paco Delgado – Mad Circus – Eine Ballade von Liebe und Tod (Balada triste de trompeta)
- Sonia Grande – Und dann der Regen (También la lluvia)
- Mercè Paloma – Pa negre

2012
Clara Bilbao – Blackthorn
- Paco Delgado – Die Haut, in der ich wohne (La piel que habito)
- María José Iglesias – La voz dormida
- Patricia Monné – No habrá paz para los malvados

2013
Paco Delgado – Blancanieves
- Lala Huete – Das Mädchen und der Künstler (El artista y la modelo)
- Fernando García – Kings of the City (Grupo 7)
- Vicente Ruiz – La banda Picasso

2014
Paco Delgado – Die Hexen von Zugarramurdi (Las brujas de Zugarramurdi)
- Tatiana Hernández – Fliegende Liebende (Los amantes pasajeros)
- Lala Huete – Vivir es fácil con los ojos cerrados
- Cristina Rodríguez – Drei Hochzeiten zu viel (3 bodas de más)

2015
Fernando García – La isla mínima – Mörderland (La isla mínima)
- Tatiana Hernández – El Niño – Jagd vor Gibraltar (El Niño)
- Cristina Rodríguez – Por un puñado de besos
- Armaveni Stoyanova – Automata (Autómata)

2016
Clara Bilbao – Nobody Wants the Night (Nadie quiere la noche)
- Fernando García – A Perfect Day
- Loles García Galeán – Palmen im Schnee – Eine grenzenlose Liebe (Palmeras en la nieve)
- Paola Torres – My Big Night (Mi gran noche)

2017
Paola Torres – 1898. Los últimos de Filipinas
- Lala Huete – The Queen of Spain (La reina de España)
- Cristina Rodríguez – No culpes al karma de lo que te pasa por gilipollas
- Cristina Rodríguez und Alberto Valcárcel – Tarde para la ira

2018
Saioa Lara – Handia
- Paco Delgado – Abracadabra
- Tatiana Hernández – Oro
- Mercè Paloma – Der Buchladen der Florence Green (The Bookshop)

2019
Clara Bilbao – Gun City (La sombra de la ley)
- Ana López Cobos – Quién te cantará
- Lena Mossum – El hombre que mató a Don Quijote
- Mercè Paloma – Francisco Boix – Der Fotograf von Mauthausen (El fotógrafo de Mauthausen)

## 2020er Jahre
2020
Sonia Grande – Mientras dure la guerra
- Lourdes Fuentes und Saioa Lara – Der endlose Graben (La trinchera infinita)
- Paola Torres – Leid und Herrlichkeit (Dolor y gloria)
- Alberto Valcárcel – Paradise Hills

2021
Nerea Torrijos – Tanz der Unschuldigen (Akelarre)
- Arantxa Ezquerro – Las niñas
- Lena Mossum – Los europeos
- Cristina Rodríguez – Explota explota

2022
Vinyet Escobar – Las leyes de la frontera
- Clara Bilbao – Maixabel – Eine Geschichte von Liebe, Zorn und Hoffnung (Maixabel)
- Fernando García – Der perfekte Chef (El buen patrón)
- Alberto Valcárcel – Love Gets a Room

2023
Fernando García – Modelo 77
- Cristina Rodríguez – Malnazidos – Im Tal der Toten (Malnazidos)
- Suevia Sampelayo – La piedad
- Paola Torres – As bestas
- Nerea Torrijos – Irati – Age of Gods and Monsters (Irati)
- Alberto Valcárcel – Los renglones torcidos de Dios

2024
Julio Suárez – Die Schneegesellschaft (La sociedad de la nieve)
- Maria Armengol – Der Lehrer, der uns das Meer versprach (El maestro que prometió el mar)
- Lala Huete – Saben aquell
- Mercè Paloma – La contadora de películas
- Nerea Torrijos – 20.000 Arten von Bienen (20.000 especies de abejas)

2025
Arantxa Ezquerro – Die rote Jungfrau (La virgen roja)
- Irantzu Campos und Olga Rodal – El 47
- Bina Daigeler – The Room Next Door
- Lourdes Fuentes – Segundo premio
- Ester Palaudàries und Vinyet Escobar – Disco, Ibiza, Locomía